# میکروسکوپ نیروی شیمیایی

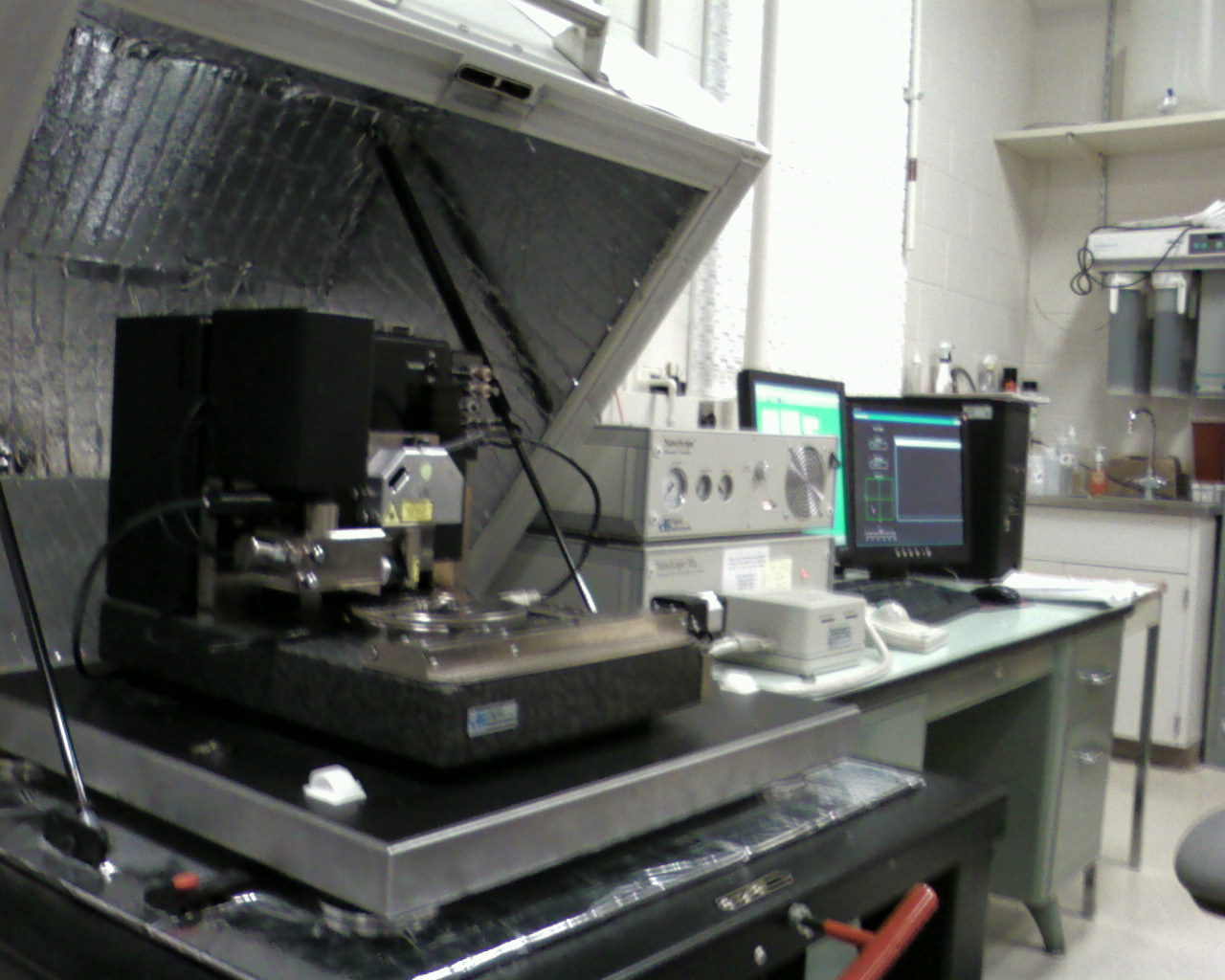
شکل 1: عکس یک سیستم AFM که می تواند برای میکروسکوپ نیروی شیمیایی استفاده شود.

درعلم مواد ، میکروسکوپ نیروی شیمیایی (CFM) نوعی از میکروسکوپ نیروی اتمی (AFM) است که به ابزاری همه کاره برای توصیف سطوح مواد تبدیل شده است.با میکروسکوپ نیروی اتمی، مورفولوژی ساختاری با استفاده از حالت‌های ضربه زدن یا تماس ساده که از فعل و انفعالات واندروالس بین نوک و نمونه برای حفظ دامنه انحراف پروب ثابت (حالت نیروی ثابت) یا حفظ ارتفاع در حین اندازه‌گیری انحراف نوک (حالت ارتفاع ثابت) استفاده می‌کند، بررسی می‌شود.
از سوی دیگر، CFM از واکنش های شیمیایی بین نوک پروب و نمونه عملکردی شده استفاده می‌کند. شیمی انتخابی معمولاً نوک و سطحی با روکش طلا با تیول‌های  R−SH متصل است که R گروه‌های عاملی مورد بحث است
CFM توانایی تعیین ماهیت شیمیایی سطوح را بدون در نظر گرفتن مورفولوژی خاص آنها ممکن می کند و مطالعات آنتالپی پیوند شیمیایی پایه و انرژی سطح را تسهیل می کند. به طور معمول، CFM توسط ارتعاشات حرارتی در داخل کنسول نگهدارنده پروب محدود می شود. این رزولوشن اندازه‌گیری نیرو را به ~1 pN محدود می‌کند که با توجه به برهم‌کنش‌های ضعیف COOH/CH3 که ~20 pN در هر جفت هستند، همچنان بسیار مناسب است
آبگریزی به عنوان مثال اولیه در سراسر این بررسی CFM استفاده می شود، اما مطمئناً هر نوع پیوندی را می توان با این روش بررسی کرد.

## کار پیشگام
CFM اساساً توسط چارلز لیبر در دانشگاه هاروارد در سال 1994 توسعه یافته است. این روش با استفاده از آبگریزی نشان داده شد که در آن مولکول های قطبی (مانند COOH) تمایل به داشتن قوی ترین پیوند به یکدیگر را دارند و به دنبال آن پیوند غیرقطبی (مانند CH3-CH3) و یک ترکیب ضعیف ترین نوک کاوشگر عملکردی شده و بسترها با این مولکول ها الگوبرداری می شوند. همه ترکیب‌های عامل‌سازی، هم با تماس نوک و هم با برداشتن و همچنین نقشه‌برداری فضایی لایه‌های الگودار با هر دو بخش و مشاهده مکمل در کنتراست تصویر مورد آزمایش قرار گرفتند. هر دوی این روش ها در زیر مورد بحث قرار گرفته شده اند. دستگاه AFM مورد استفاده مشابه شکل 1 است.

## نیروی چسبندگی (آزمایش کشش)

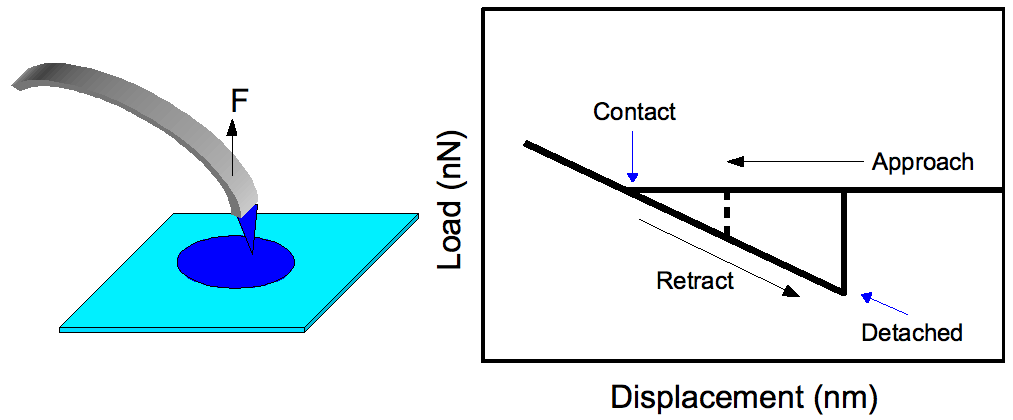
شکل 2: نوک پروب (سمت چپ) که از یک ناحیه الگودار عملکردی مشابه روی زیرلایه برای تعیین نیروی چسبندگی کشیده می شود. (راست) مشخصات نیروی معمولی برای اندازه گیری نیروی چسبندگی. خط چین نشان دهنده جدا شدن برای برهمکنش کمتر پروب و بستر در مقابل خط جامد است.

این حالت ساده‌تر عملکرد CFM است که در آن یک نوک عملکردی در تماس با سطح قرار می‌گیرد و برای مشاهده نیرویی که در آن جداسازی رخ می‌دهد، کشیده می‌شود.{\displaystyle F_{ad}}  (شکل 2 را ببینید). نظریه مکانیک چسبندگی جانسون-کندال-رابرتس (JKR) این مقدار را به صورت زیر پیش بینی می کند:  
(1) {\displaystyle F_{ad}={\frac {3}{2}}\pi RW_{STM}}
که {\displaystyle W_{SMT}=\gamma _{SM}+\gamma _{TM}-\gamma _{ST}} و {\displaystyle R} شعاع نوک است و {\displaystyle \gamma } انرژی سطحی‌های مختلف بین نوک، نمونه و محیطی که هر کدام در آن قرار دارند (مایعاتی که در زیر مورد بحث قرار می گیرند). {\displaystyle R} معمولا از SEM و {\displaystyle \gamma _{SM}} و {\displaystyle \gamma _{TM}} از اندازه گیری زاویه تماس روی بسترها با قسمت های داده شده. هنگامی که از همان گروه های عملکردی استفاده می شود، {\displaystyle \gamma _{SM}=\gamma _{TM}} و {\displaystyle \gamma _{ST}=0} که منجر به{\displaystyle F_{ad}=3\pi R\gamma _{SM,TM}.} این کار را دو بار با دو قسمت مختلف انجام دهید 
(مثلا COOH و CH
3) مقدار {\displaystyle \gamma _{SM}} و {\displaystyle \gamma _{TM}} که هر دو را می توان با هم در یک آزمایش برای تعیین {\displaystyle \gamma _{ST}} استفاده کرد. 
به همین دلیل، {\displaystyle \gamma _{ST}} را می توان برای هر ترکیبی از عملکردها برای مقایسه با مقادیر تعیین شده CFM محاسبه کرد.
برای نوک و سطح دارای عملکرد مشابه، در جدا شدن نوک، نظریه JKR شعاع تماس  نیز پیش‌بینی می‌کند.
(2) {\displaystyle r=\left({\frac {3\pi \gamma R^{2}}{K}}\right)^{\frac {1}{3}}}
با مدول یانگ"موثر" نوک {\textstyle K={\frac {2}{3}}{\frac {E}{1-\nu ^{2}}}}حاصل از ارزش واقعی {\displaystyle E} و نسبت پواسون {\displaystyle \nu } . اگر شخصی مساحت مؤثر یک گروه عملکردی را بداند، {\displaystyle A_{FG}} (به عنوان مثال از شبیه سازی های شیمی کوانتومی)، تعداد کل لیگاندهای شرکت کننده در کشش را می توان به صورت {\displaystyle \pi r^{2}/A_{FG}.} حدس زد. همانطور که قبلاً گفته شد، قدرت تفکیک نیروی CFM به شخص اجازه می دهد تا پیوندهای منفرد را حتی در ضعیف ترین انواع بررسی کند، اما انحنای نوک معمولاً از این امر جلوگیری می کند.با استفاده از معادله 2، شعاع انحنا {\displaystyle R} < 10 nm به عنوان پیش نیاز برای انجام آزمایش کششی تک تک قطعات خطی تعیین شده است.

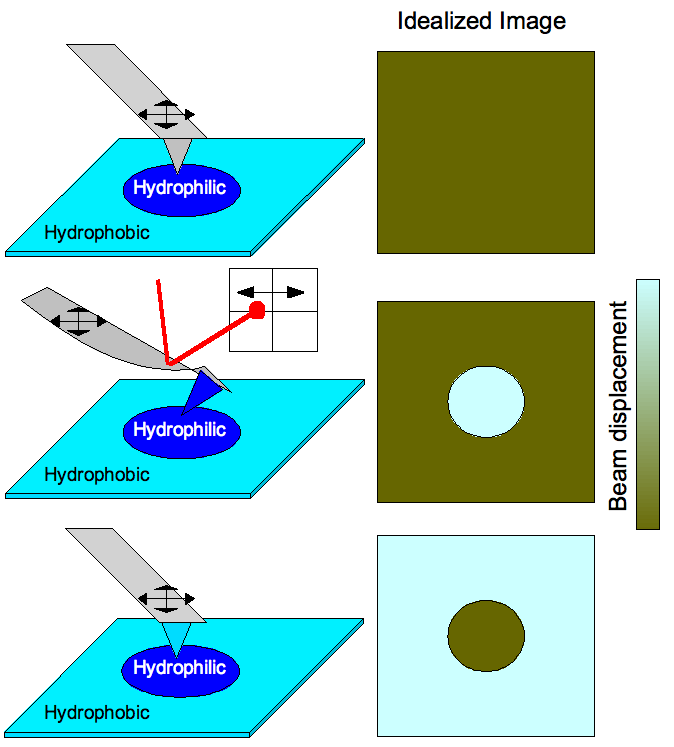
شکل 3: (بالا) اسکن یک سطح طرح دار با نوک منظم (بدون گروه های عملکردی) تصویری بدون کنتراست ایجاد می کند زیرا سطح از نظر مورفولوژی یکنواخت است. (وسط) یک نوک آبدوست در قسمت عاملدار آبدوست سطح باعث می شود که کنسول به دلیل فعل و انفعالات قوی خم شود که با انحراف لیزری تشخیص داده می شود بنابراین یک تصویر پروفایل شیمیایی از سطح تولید می شود. (پایین) عملکرد کنتیلور به گونه‌ای تغییر می‌کند که نوک آن هنگام مواجهه با مناطق آبگریز زیرلایه خم می‌شود.

نکته ای که باید سریع ذکر شود این است که کار مربوط به پسماند در مشخصات نیرو (شکل 2) با انرژی پیوند ارتباطی ندارد. کار انجام شده در عقب کشیدن نوک {\textstyle W=\int Fdx\approx {\frac {1}{2}}F_{max}\Delta x,}  است .تقریب زده شده به دلیل رفتار خطی با تغییر شکل با  {\displaystyle F_{m}ax} به عنوان نیرو و {\displaystyle \Delta x}  به عنوان جابجایی بلافاصله قبل از رهاسازی. با استفاده از نتایج فریزبی و همکاران. برای 50 گروه عملکردی تخمین زده شده در تماس نرمال شده، مقادیر کاری به ترتیب 39 eV، 0.25 eV و 4.3 eV برای تعاملات COOH/COOH، COOH/CH3 و CH3/CH3 تخمین زده می‌شود.
به طور کلی، انرژی پیوند بین مولکولی را می توان با موارد زیر محاسبه کرد:{\displaystyle E_{bond}=kT_{B},} که {\displaystyle T_{B}} دمای جوش است. با توجه به این {\displaystyle E_{bond}} = 32.5 meVبرای اسید فرمیک، HCOOH، و 9.73 مگا ولت برای متان، CH4، هر مقدار حدوداً 3 مرتبه کوچکتر از آن چیزی است که آزمایش نشان می دهد. حتی اگر غیرفعال سازی سطحی با EtOH در نظر گرفته شود (در زیر بحث شده است)، به نظر می رسد خطای بزرگ غیرقابل جبران باشد. قوی ترین پیوندهای هیدروژنی حداکثر 1 ولت انرژی دارند.  این به شدت نشان می دهد که کنسول دارای یک نیروی ثابت کوچکتر از یا به ترتیب آن برای فعل و انفعالات پیوند است و بنابراین، نمی توان آن را کاملاً صلب در نظر گرفت. این راه را برای افزایش سودمندی CFM باز می کند اگر بتوان از کنسول های سفت تر استفاده کرد در حالی که  قدرت تفکیک پذیری را حفظ کرد.

## نقشه برداری نیروی اصطکاکی
از فعل و انفعالات شیمیایی نیز می توان برای نقشه برداری از بسترهای از پیش طرح شده با عملکردهای مختلف استفاده کرد (شکل 3 را ببینید). اسکن یک سطح با آبگریزی متفاوت با نوک بدون گروه عملکردی متصل می‌تواند تصویری بدون کنتراست ایجاد کند زیرا سطح از نظر مورفولوژیکی فاقد ویژگی است (عملیات AFM ساده). عملکرد یک نوک به عنوان آبدوست باعث خم شدن کنسول هنگام اسکن نوک در بخش های آبدوست زیرلایه به دلیل فعل و انفعالات قوی نوک و بستر می شود. این توسط انحراف لیزری در یک آشکار ساز حساس به موقعیت تشخیص داده می شود، بنابراین یک عکس مشخصات شیمیایی از سطح تولید می شود. به طور کلی، یک منظقه روشن‌تر با دامنه انحراف بیشتری مطابقت دارد، بنابراین پیوند قوی‌تر مربوط به مناطق سبک‌تر یک نقشه عکس CFM است. هنگامی که عملکرد کنتیلور به گونه‌ای تغییر می‌کند که نوک آن هنگام تماس1 با مناطق آبگریز زیرلایه خم می‌شود، تصویر مکمل مشاهده می‌شود.

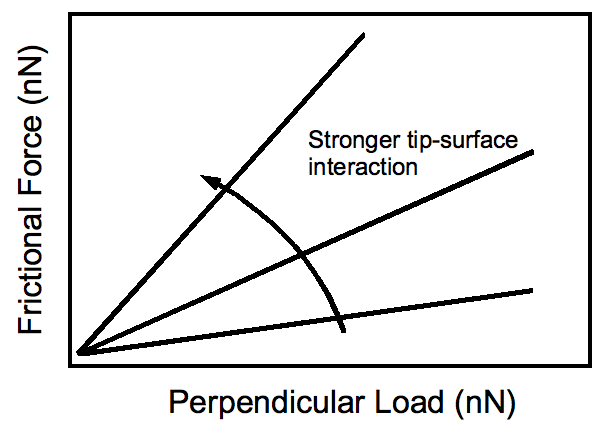
شکل 4: پاسخ معمول نیروی اصطکاک به بار اعمال شده توسط نوک. فعل و انفعالات قوی‌تر نوک و بستر منجر به شیب‌های تندتر می‌شود.

پاسخ نیروی اصطکاکی به مقدار بار عمودی اعمال شده توسط نوک بر روی زیرلایه در شکل 4 نشان داده شده است. افزایش فعل و انفعالات نوک و بستر، همانطور که انتظار می رود، شیب تندتری ایجاد می کند. از اهمیت تجربی این واقعیت است که تضاد بین عملکردهای مختلف روی سطح ممکن است با اعمال نیروی عمودی بیشتر  یابد. البته این به قیمت آسیب احتمالی به زیرلایه است.

## محیط: اندازه گیری در مایعات
نیروی مویرگی یک مشکل عمده در اندازه گیری نیروی کششی است زیرا به طور اثر گذاری برهمکنش نوک-سطح را تقویت می کند. معمولاً در اثر رطوبت جذب شده روی لایه ها بسترهای محیطی ایجاد می شود. برای حذف این نیروی اضافی، می توان اندازه گیری در مایعات انجام داد. با نوک و بستر X پایانه در L مایع، افزودن به F ad با استفاده از معادله 1 با W XLX = 2γ LL محاسبه می شود. یعنی نیروی اضافی ناشی از جذب مولکول های مایع به یکدیگر است. این ~ 10 pN برای EtOH است که همچنان امکان مشاهده حتی ضعیف ترین برهمکنش های قطبی / غیرقطبی (~ 20 pN) را فراهم می کند.  انتخاب مایع  به تعاملات مورد بررسی بستگی دارد. هنگامی که حلال با گروه های عاملی مخلوط نشدنی  است،  پیوند سطح نوک بزرگتر از حد معمول وجود دارد. بنابراین، حلال های آلی برای مطالعه واندروالس و پیوند هیدروژنی مناسب هستند در حالی که الکترولیت ها برای بررسی نیروهای آبگریز و الکترواستاتیک بهترین هستند.

## کاربردها در علم نانو

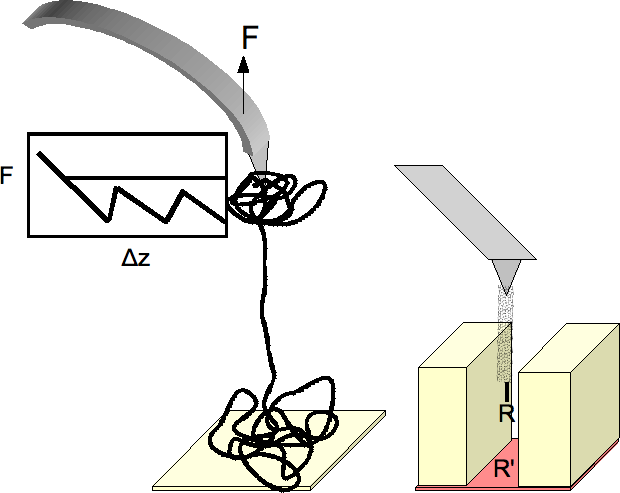
شکل 5: (سمت چپ) استفاده از CFM برای باز کردن پروتئین های پیچیده. پاسخ نیرو در طول کرنش نشان داده شده است. (سمت راست) نوک انتهایی نانولوله کربنی در انتهای نانولوله عملکردی دارد.

یک پیاده‌سازی بیولوژیکی CFM در سطح انداره گیری نانو، باز کردن پروتئین‌ها با نوک و سطح  کاربردی است (شکل 5 را ببینید).  به دلیل افزایش سطح تماس، نوک و سطح به عنوان لنگرهایی عمل می کنند که دسته های پروتئین را در حین جدا شدن نگه می دارند. با شروع باز شدن، نیروی مورد نیاز پرش هایی را نشان می دهد که مراحل مختلف باز شدن را نشان می دهد: (1) جداسازی به دسته ها، (2) جداسازی دسته ها به حوزه های پروتئین کریستالی که توسط نیروهای واندروالس به هم متصل شده اند، و (3) خطی شدن پروتئین پس از غلبه بر پیوند ثانویه اطلاعاتی در مورد ساختار داخلی این پروتئین های پیچیده و همچنین درک بهتر برهمکنش های تشکیل دهنده با این روش ارائه می شود.
نکته دوم این است که از خواص منحصر به فرد مواد در مقیاس نانو بهره می برد. نسبت ابعاد بالای نانولوله‌های کربنی(به راحتی بیش از 1000) برای تصاویر سطوح با ویژگی های عمیق مورد استفاده قرار می گیرد. استفاده از مواد کربنی شیمی عامل‌سازی را گسترش می‌دهد زیرا راه‌های بی‌شماری برای اصلاح شیمیایی دیواره‌های جانبی نانولوله‌ها (مانند دیازونیوم، آلکیل‌های ساده، هیدروژن، ازن/اکسیژن و آمین‌ها) وجود دارد. نانولوله‌های چند جداره معمولاً برای استحکام آنها استفاده می‌شوند. به دلیل انتهای تقریبا مسطح آنها، می توان با دانستن قطر لوله و تعداد دیواره ها، تعداد گروه های عاملی را که با زیرلایه در تماس هستند تخمین زد که به تعیین ویژگی های کششی تک قسمتی کمک می کند. مسلماً این روش در تریبولوژی نیز پیامدهای آشکاری دارد.